# Catedral de la Inmaculada Concepción (La Plata)
La catedral de la Inmaculada Concepción, también conocida como catedral de La Plata, es el principal templo católico de la ciudad de La Plata (capital de la provincia de Buenos Aires, en la República Argentina), una de las más importantes de América y una de las iglesias más grandes del mundo. Se encuentra ubicada en la manzana comprendida por las calles 14 y 15, y las avenidas 51 y 53, frente a la plaza Moreno, centro geográfico de la ciudad. Pertenece a la arquidiócesis de La Plata.

## Historia

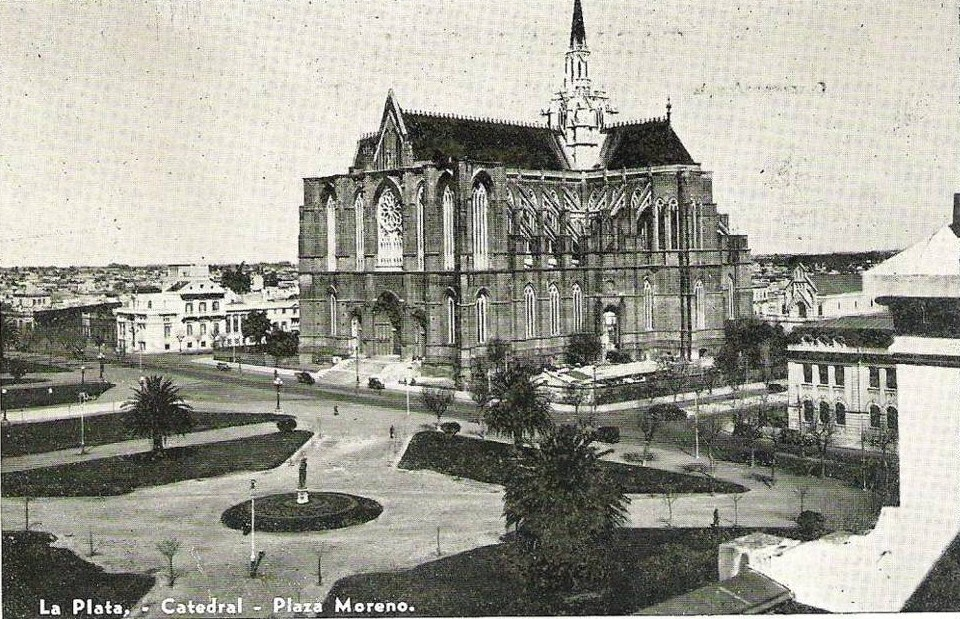
La Catedral sin sus torres y la Plaza Moreno en una postal de los años 1930.

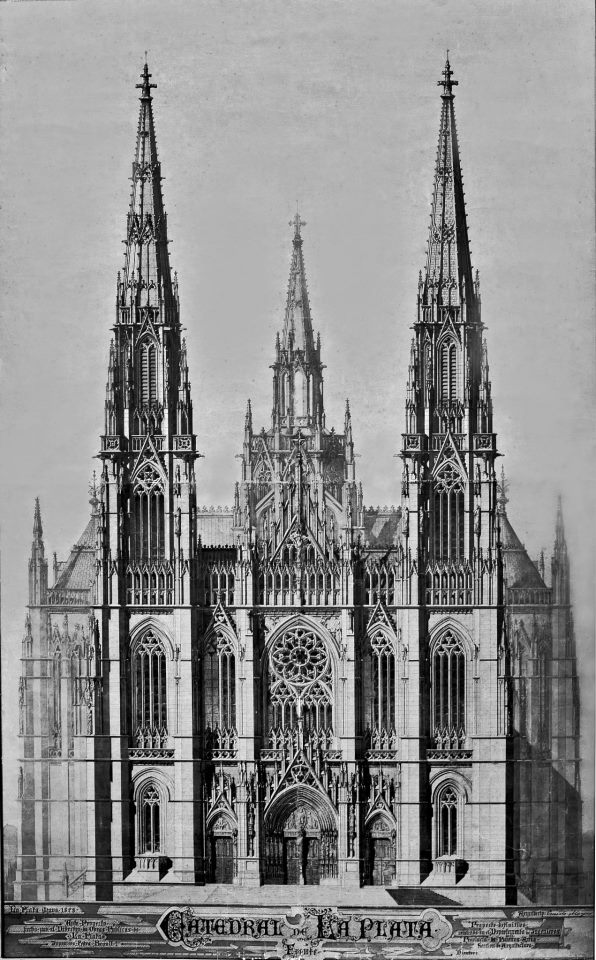
Fachada del anteproyecto original, dibujada por Ernest Meyer en 1898.

Fue proyectada por el Departamento de Ingenieros de la provincia de Buenos Aires, al mando del ingeniero Pedro Benoit, correspondiendo los dibujos al arquitecto Ernesto Meyer, colaborando con ellos el arquitecto Emilio Coutaret. Para su construcción fueron inspiración las catedrales de Amiens (Francia) y la de Colonia (Alemania). Presenta un estilo neogótico. La piedra fundacional fue colocada en 1884, situándose el acta de fundación en una urna de cristal junto con monedas de plata y bronce, tarjetas y una medalla con la imagen del papa León XIII; la misma se halla en una caja de mármol negro en la cual se inscribió ANNO DOMINI 1884. 
El 22 de diciembre de 1902 fue inaugurada la parroquia Nuestra Señora de los Dolores, en el cincuentenario de la ciudad, comenzando a funcionar la catedral como templo mayor el 19 de noviembre de 1932, fecha considerada como inaugural. Así quedaron abiertas al culto la parroquia Nuestra Señora de los Dolores (en la planta baja, con entrada por calle 53 e/ 14 y 15) y la Iglesia de la "Cátedra", bajo el patrocinio de la "Inmaculada Concepción", en la parte superior del edificio.

## Tareas de restauración y terminación

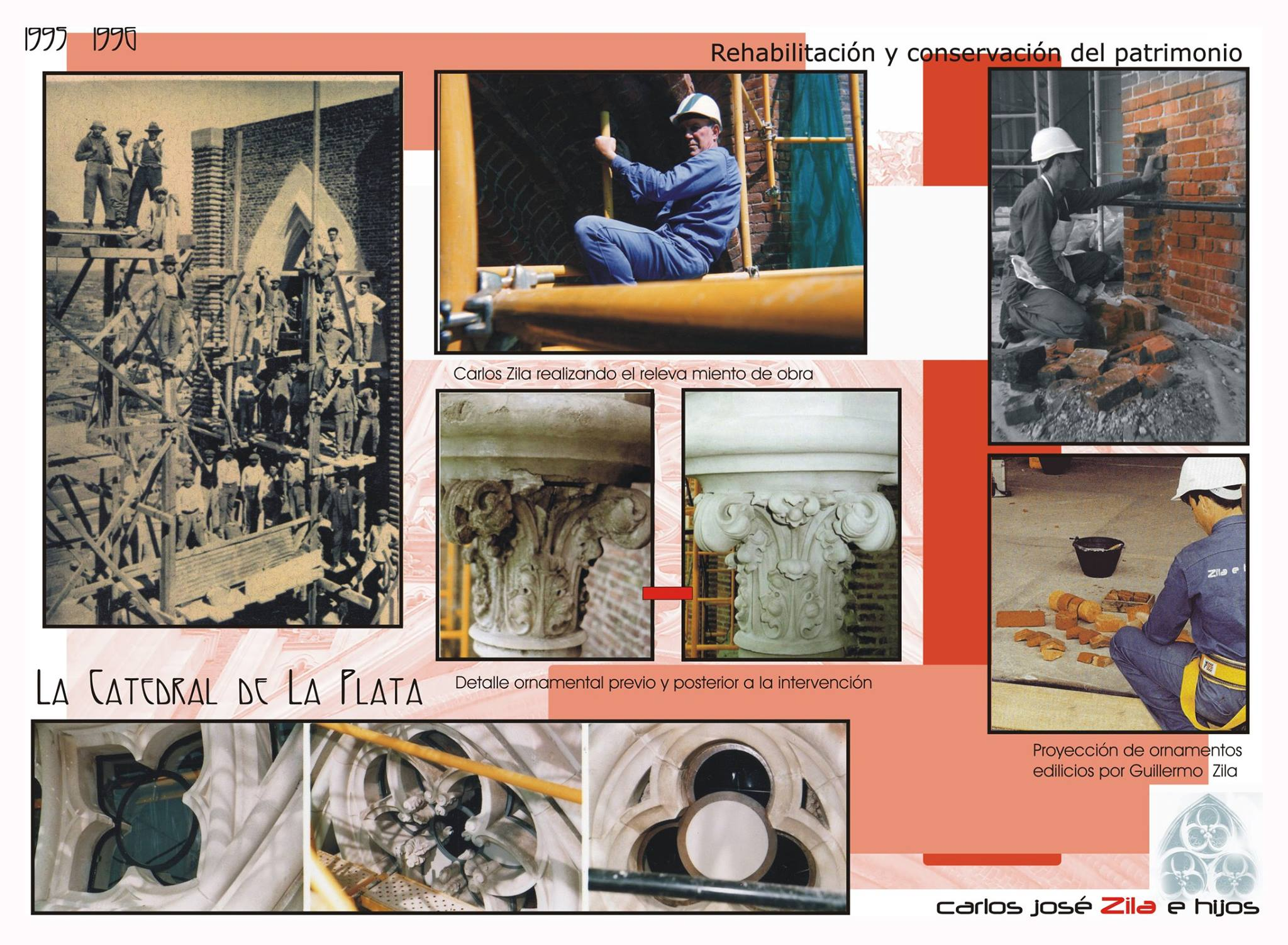

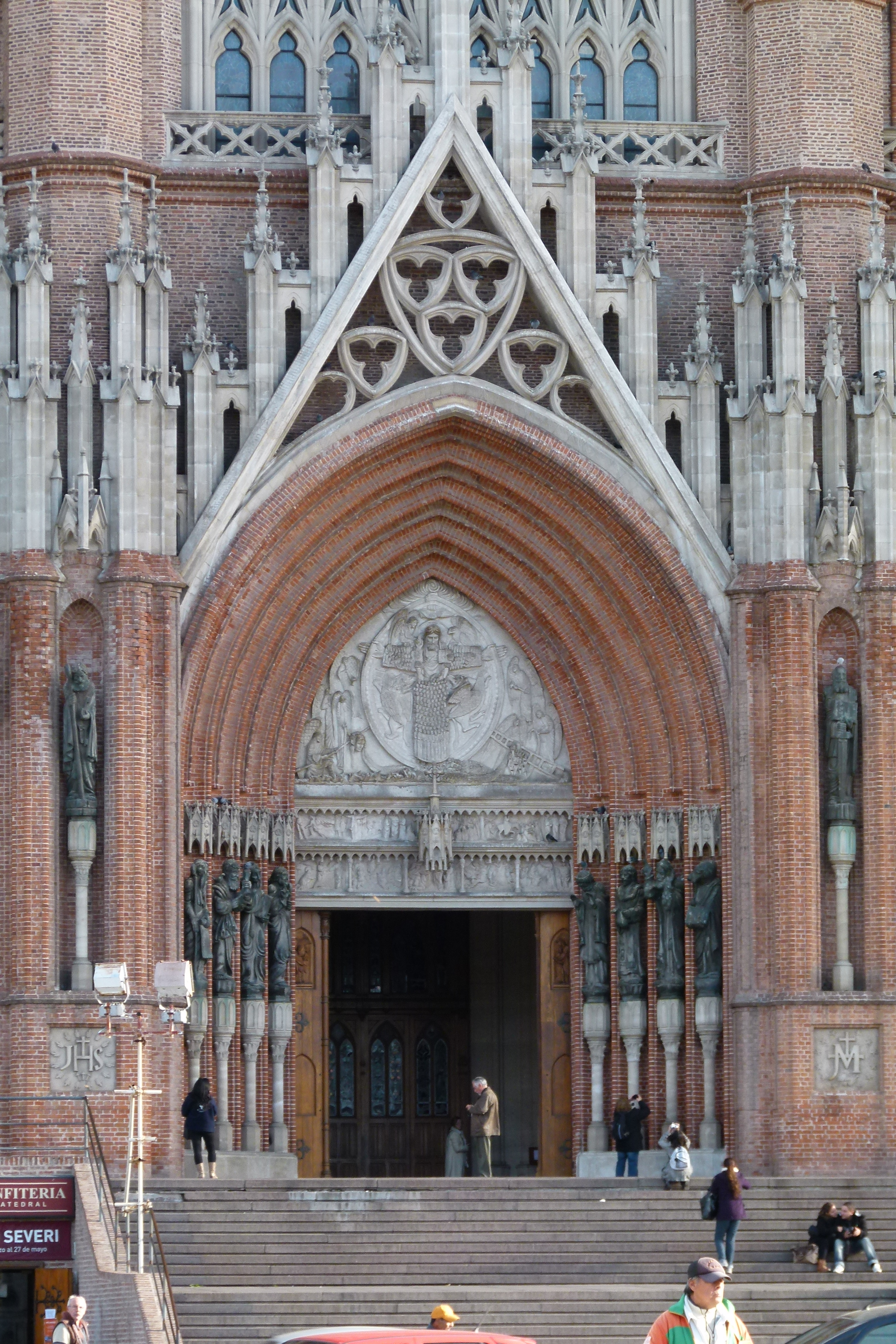
Detalle del portal principal

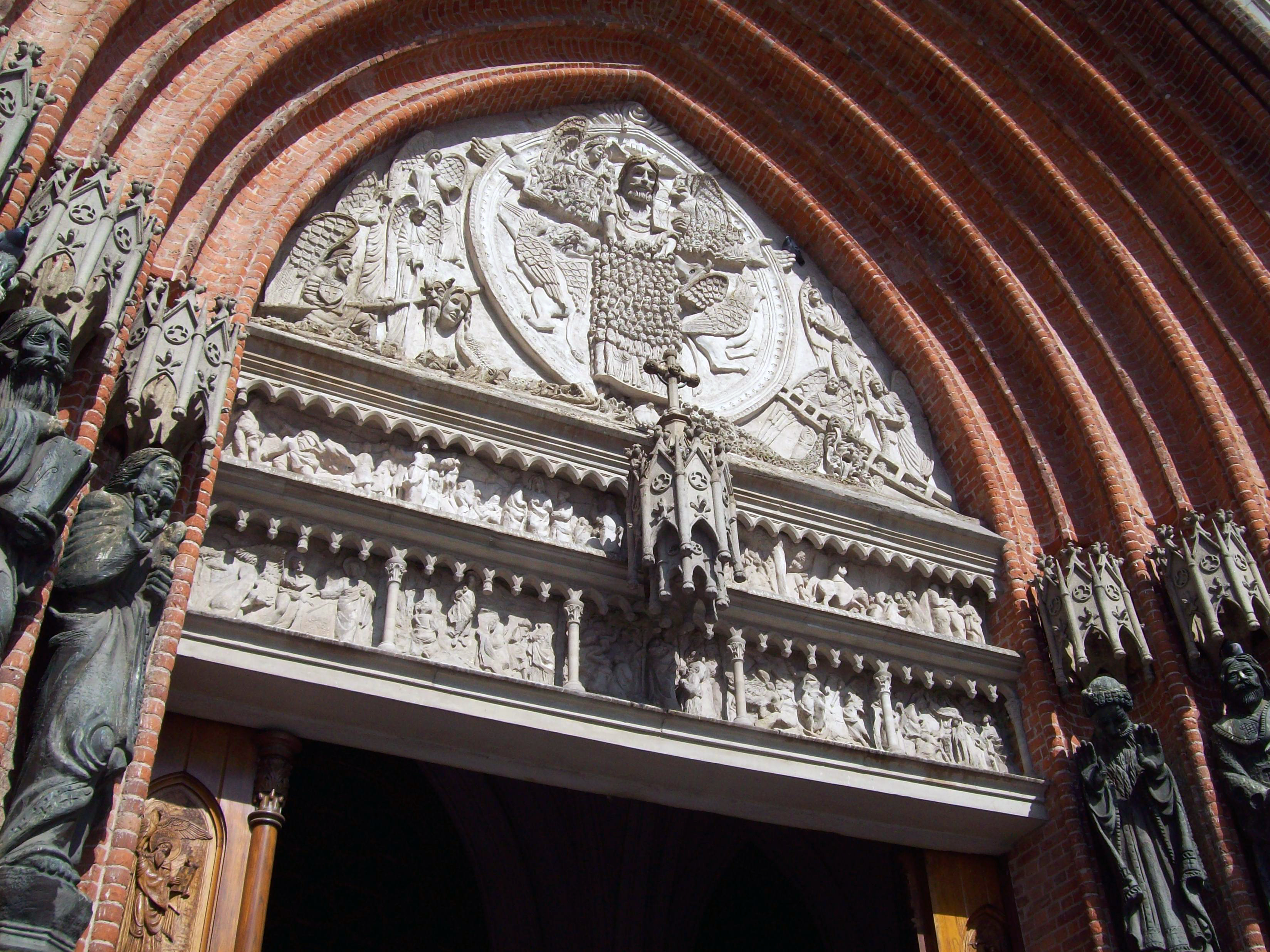
Detalle de los nuevos ornamentos añadidos a la entrada principal en la restauración

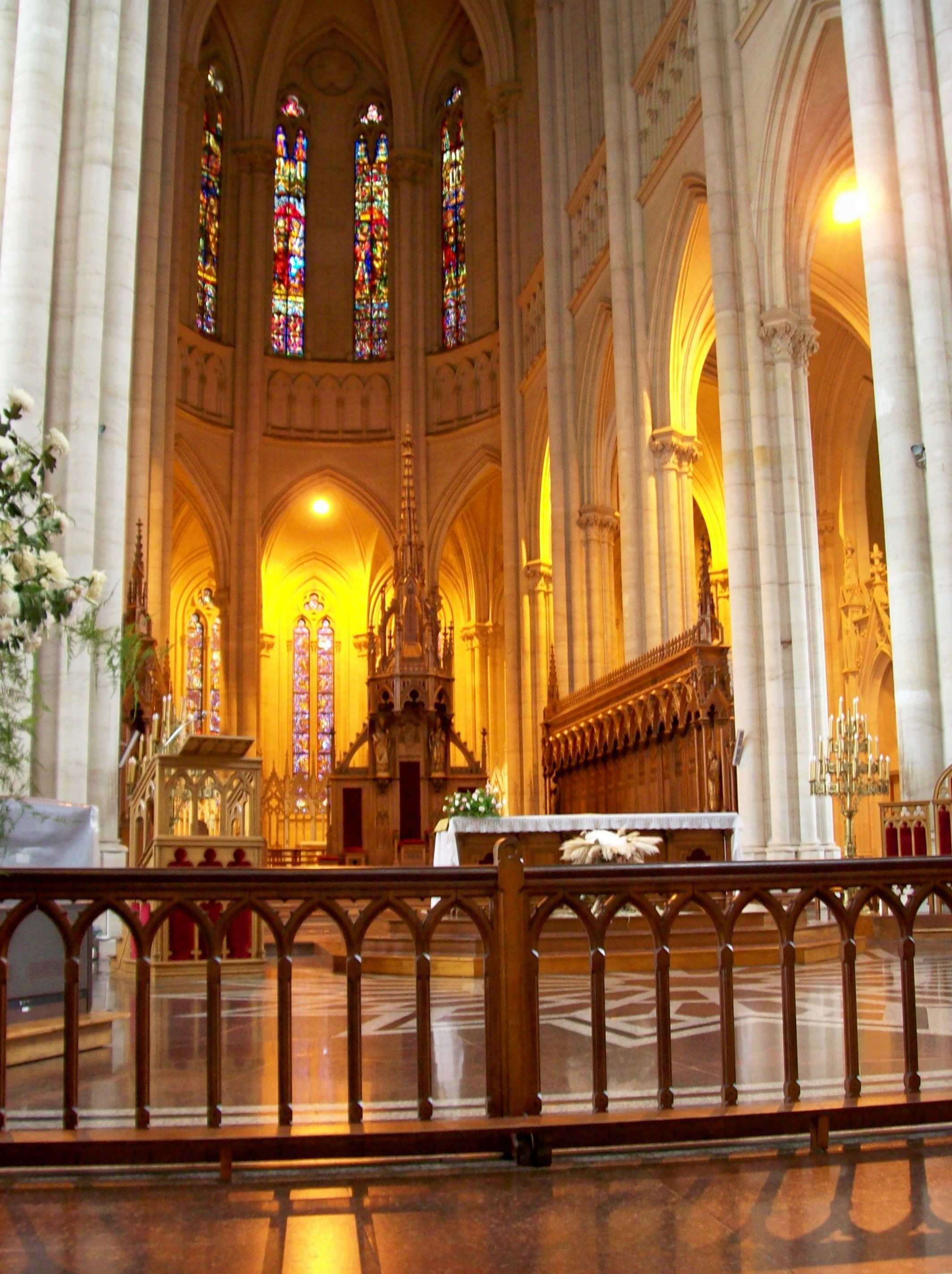
Vista del altar.

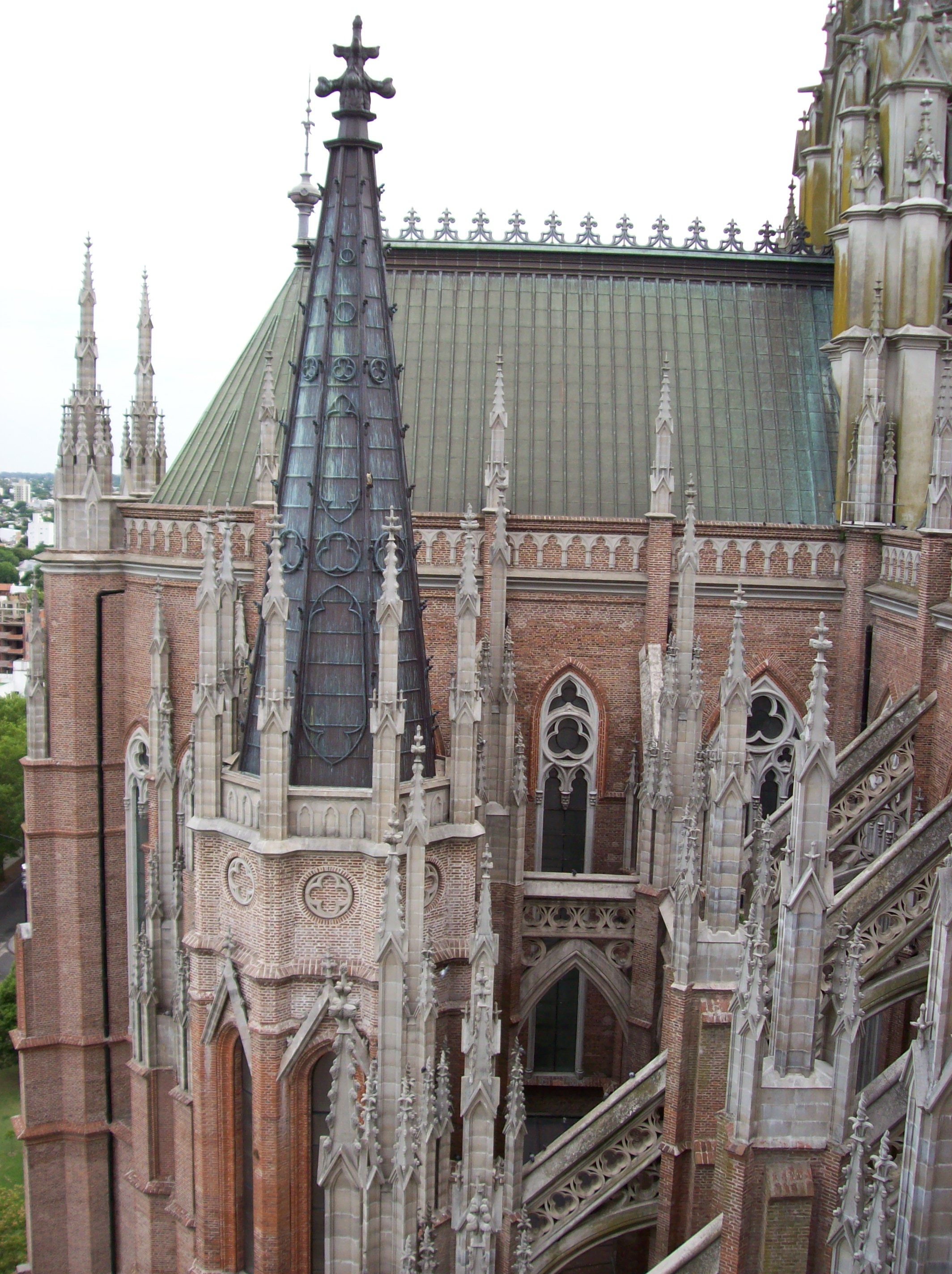
Detalle. Lateral sudeste de la Catedral de La Plata vista desde la Torre de Jesús a 42 m de altura.

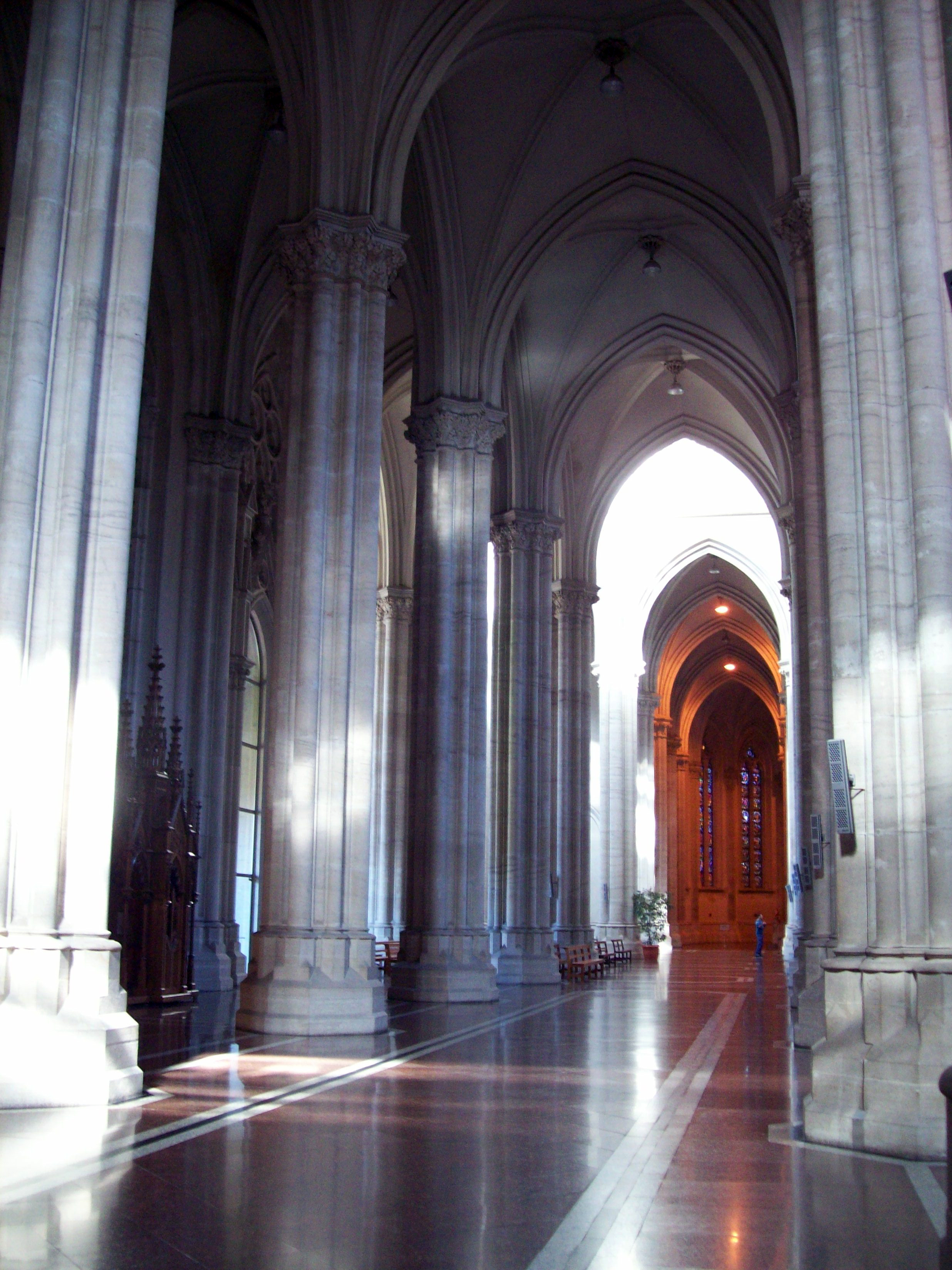
Vista de las columnas mirando hacia la girola.

A fines de la década de 1930, las obras de construcción de la catedral se interrumpieron por tiempo indefinido. De acuerdo con algunos estudios, los cimientos originales eran insuficientes para completar las torres y revestir la catedral de piedra, tal como estaba planeado en el diseño original. 
A mediados de la década de 1990, entre los años 1995-1996 la empresa Zila e Hijos comenzó el análisis con su equipo de escultores, frentistas, herreros y Vitralistas, teniendo como proveedor a Cerámica Ctibor (Empresa que confeccionó los ladrillos originales de la construcción de la Catedral), para empezar el trabajo arqueológico de restauración del Rosetón y la fachada, confeccionando más de 4000 piezas talladas a mano, se volvieron a tomar las juntas con los materiales analizados, se reconstruyeron de los arcos ojivales, el gablete, las arquivoltas, la reparación total del balcón de Rosetón, la reparación de capiteles, la ornamentación del rosetón, (como los trifolios o cuatrifolios) y confección de las carpinterías metálicas. También se Reparo e impermeabilizo del frontis Gótico y el resto de la fachada.
Luego la Unidad Ejecutora de las Obras de la Catedral anunció que el edificio sería restaurado y completado, y para ello se sancionó la ley provincial 11.861,  El 16 de febrero de 1998, el gobierno provincial a cargo de Eduardo Duhalde adjudicó la segunda etapa a la Unión Transitoria de Empresas "Carner" y "Palma-Rol Ingeniería". La obra de restauración y terminación de la catedral incluyó las siguientes tareas:
- Reforzar los cimientos.
- Detener el deterioro de los ladrillos y las juntas.
- Completar las dos torres laterales, seis torretas, 200 pináculos, y 800 agujas y detener su derrumbe parcial.
- Instalar un carillón de 25 campanas.
- Sustituir la cruz de hierro del cuerpo principal.

La tarea se realizó utilizando técnicas muy modernas. Por ejemplo, el refuerzo de los cimientos se realizó mediante un sistema de micropilotaje de hormigón que se inyectó a través de pequeñas perforaciones.

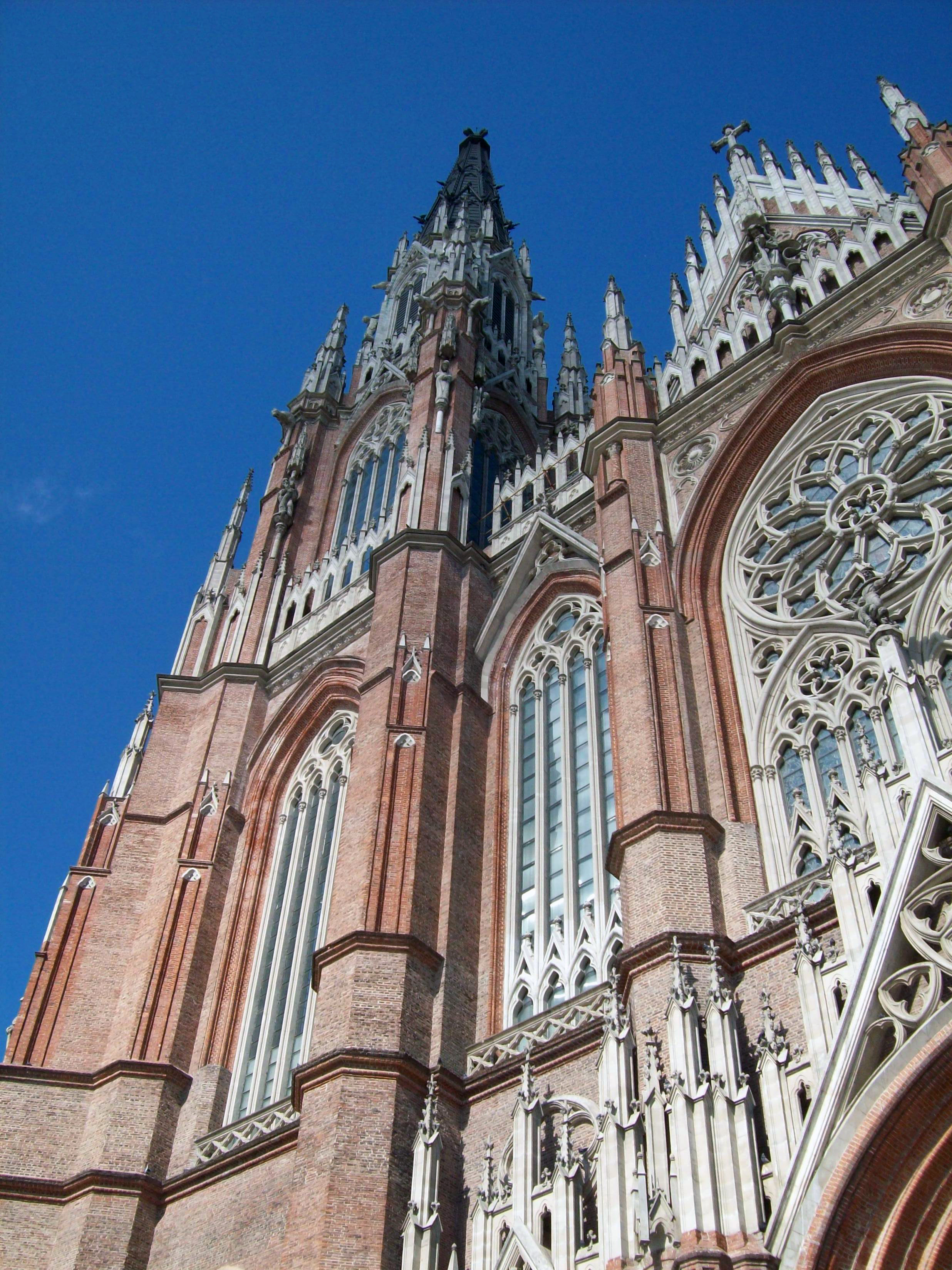
Detalle de la torre Jesús.

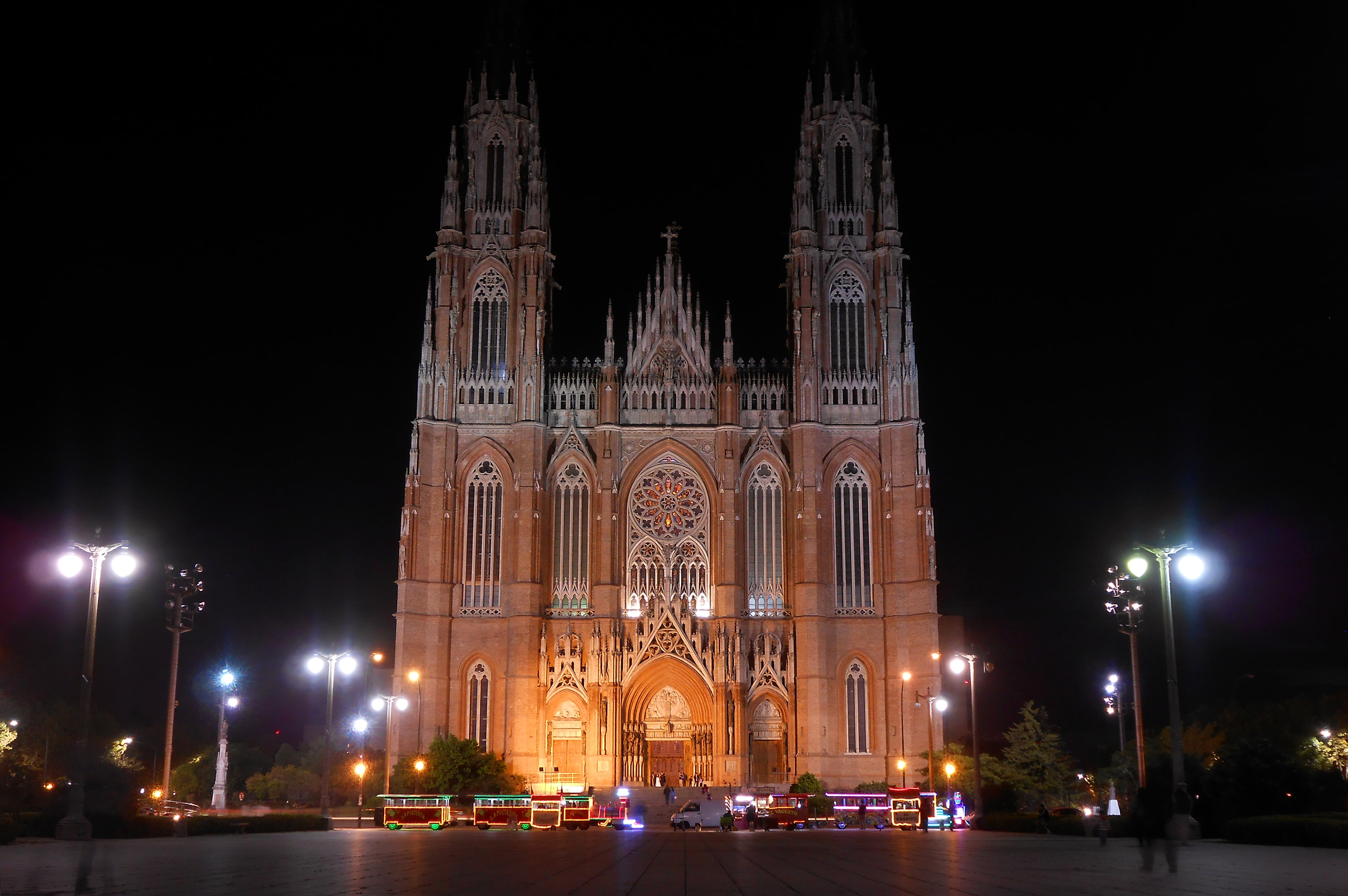
Vista nocturna desde la Plaza Moreno.

Se decidió no revestir el templo de piedra, sino dejarlo con ladrillo a la vista. Este arreglo le da a la catedral un carácter muy singular y diferente a otras catedrales neogóticas, y evoca el estilo gótico báltico, a veces llamado gótico de ladrillos.
El 20 de diciembre de 1998 el Ballet del Teatro Argentino bailó una coreografía preparada para el Magnificat BWV 243 de Bach, para celebrar las obras de terminación de la fachada e instalación de los cristales del rosetón. El papa Juan Pablo II bendijo los trabajos. Las obras principales, incluyendo dos gigantescas torres de 112 m de altura, concluyeron a fines de 1999, y un festejo de inauguración se realizó la noche de ese 19 de noviembre, pero habrá tareas menores que quedarán pendientes por muchos años.

## Descripción

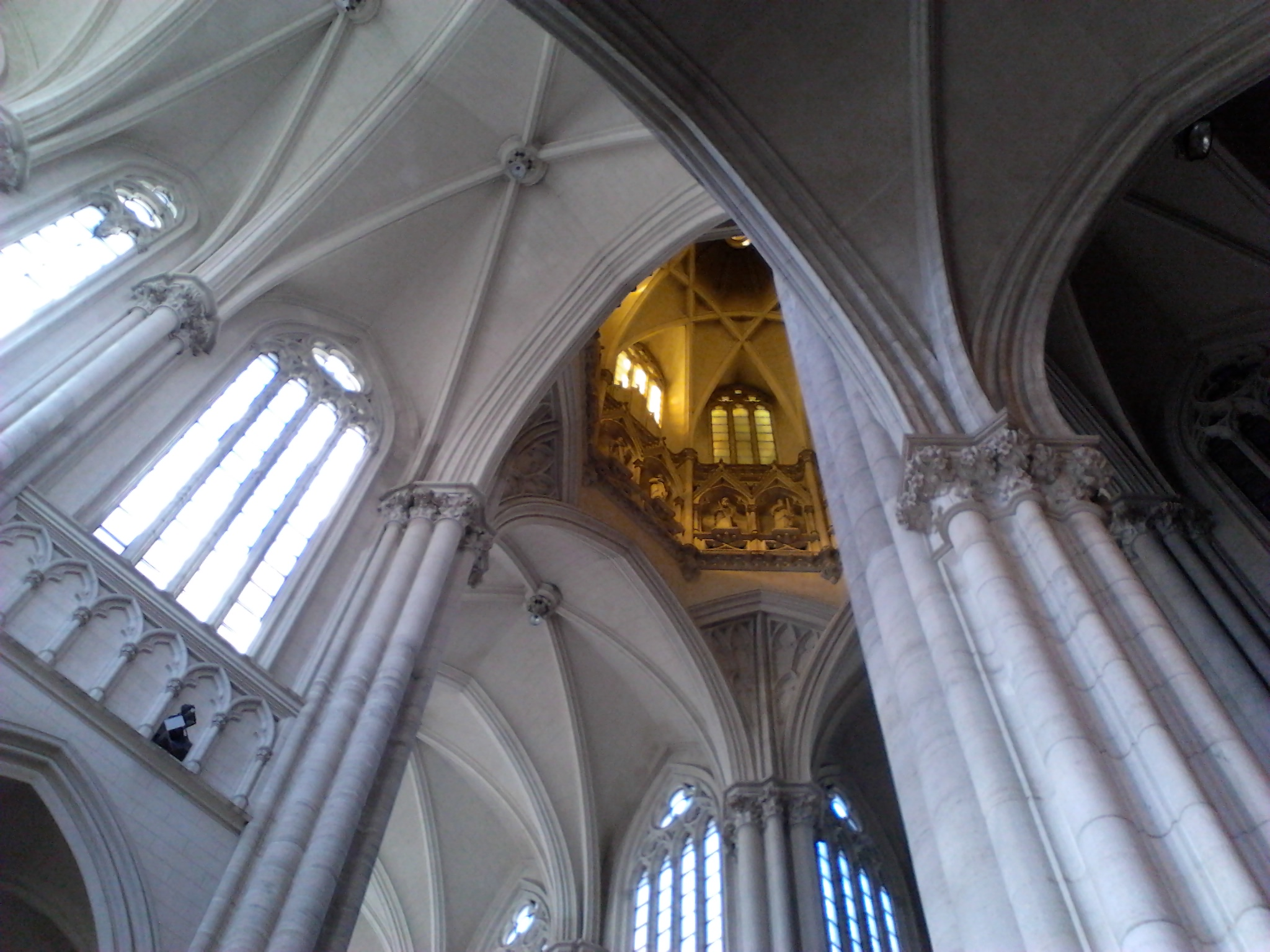
Vista parcial del techo y de la cúpula central.

Es notable la belleza de su piso pulido a espejo, realizado en piedra granítica procedente de Olavarría (rosado), Calamuchita (negro) y San Luis (gris). Los 7000 m² de techo estuvieron a cargo de Luis Tiberti. Posee 89 ventanales, de los cuales 37 son vitrales, (de origen francés y alemán) y representan al Antiguo y al Nuevo Testamento. Los confesionarios son cuatro, realizados en roble de Eslavonia por José Shenke. Cuenta con innumerables tallas de madera, realizadas por el escultor tirolés Leo Moroder. Se destaca el coro de canónigos realizado por el escultor tirolés Leo Mahlknecht en colaboración con sus hermanos Vigilio y Augusto, para Mahlknecht Hnos., Arte Cristiano. En la cripta, se encuentra el sepulcro de Dardo Rocha, y de su esposa Paula Arana. 
A finales de 1994 fue considerada una de las diez iglesias catedrales más importantes del mundo. Su nombre fue inscripto en la basílica de San Pedro de la Ciudad del Vaticano. 
La catedral de La Plata con sus torres de 112 metros de altura se ubica en quinto lugar de las construcciones religiosas más altas de América, siendo rebasada por la Catedral de Maringá en Brasil con 124 metros de altura, la Riverside Church en Nueva York con 119 metros de altura, la Basílica del Voto Nacional de Quito con sus dos torres frontales de 115 metros de altura y la Catedral de Manizales en Colombia con su torre central de 113 metros de altura. Le sigue el Santuario Guadalupano, en Zamora Michoacán, México con 107,5 metros de altura, la Basílica de Nuestra Señora de Luján con 106 metros de altura y la Catedral de San Patricio (St. Patrick's Cathedral) en Nueva York, con 100 metros de altura.

## El Museo
El Museo de la Catedral de La Plata fue creado por la Fundación Catedral de La Plata. Funciona en el subsuelo de la Catedral, con su entrada por debajo de la escalinata principal. Está ubicado en calle 14 entre 51 y 53 de La Plata. Este Museo contribuye a la toma de conciencia sobre la necesidad de conocer, valorar y proteger el patrimonio cultural de la Ciudad de La Plata, cumpliendo un rol educativo dentro de la comunidad en la que está inserto. Mediante un ordenamiento temático y cronológico permite conocer las causas que determinaron el emplazamiento de la Catedral, las características del estilo, materiales utilizados, las etapas de construcción, la ornamentación y los hombres que intervinieron en la realización de la obra.

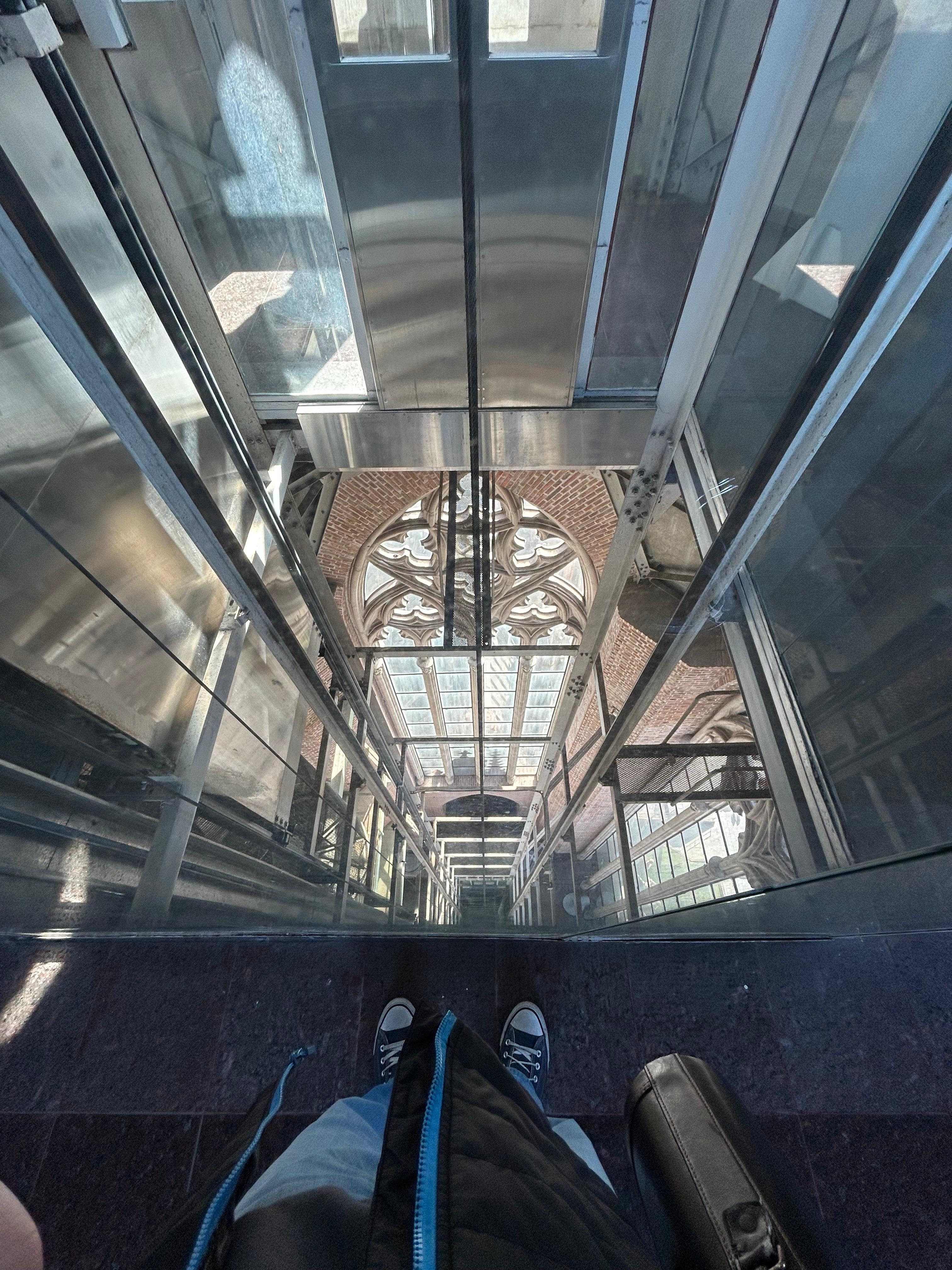

La Catedral posee, además, un servicio de cafetería, boutique de objetos religiosos, recuerdos, postales, catálogos, etc.

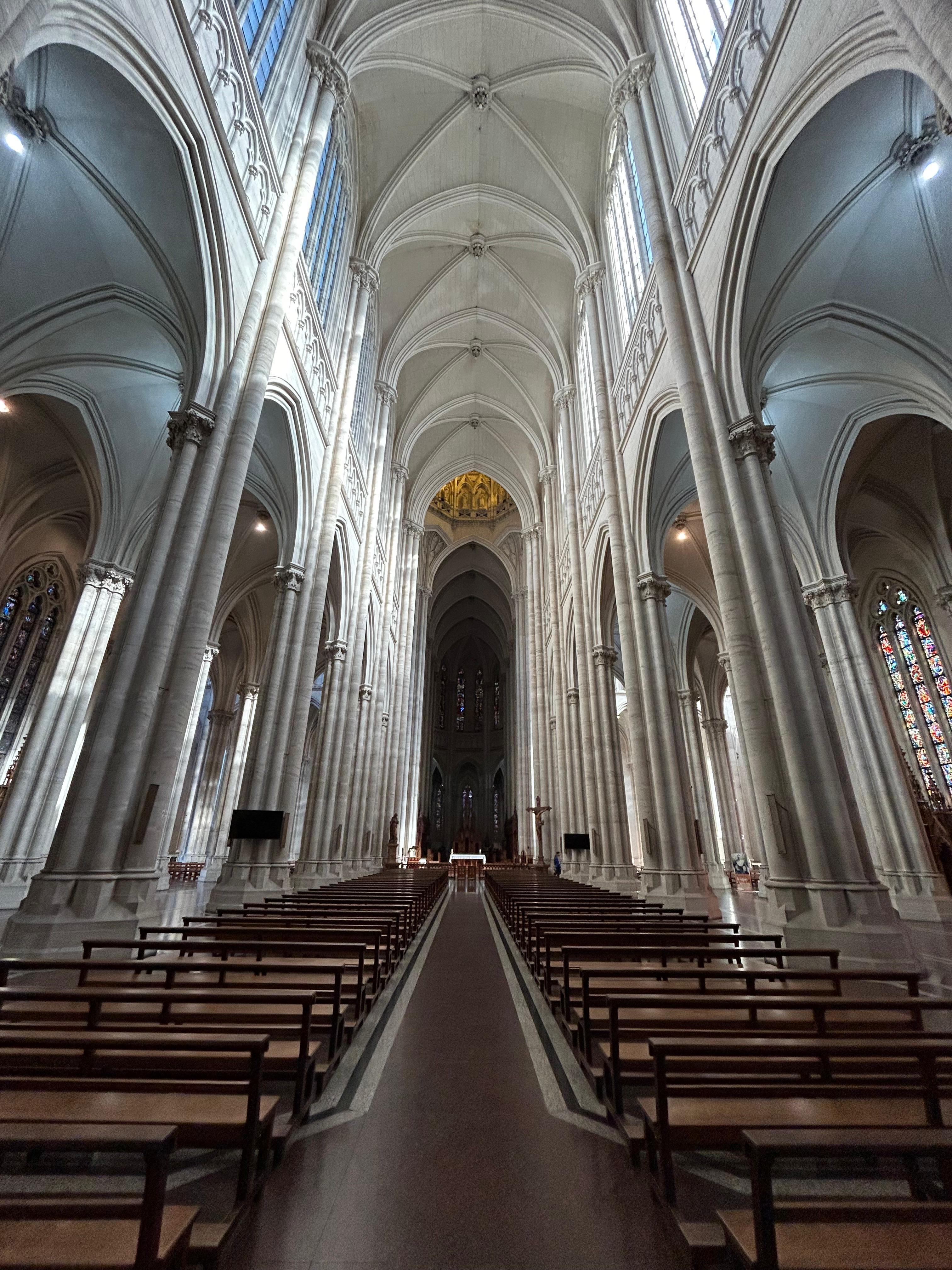
Imagen del interior de la Catedral de la Inmaculada Concepción (La Plata)

Imagen del interior de la catedral vista desde su entrada.
Sala permanente
En su interior se observan los moldes y accesorios utilizados durante la construcción del Templo, así como la valiosa colección de los planos originales del mismo y de la ciudad, también fotos y medallas recordatorias. En vitrinas especiales se guardan ornamentos religiosos de gran contenido artístico e histórico.
Sala temporal
Que se renuevan mes a mes, donde se efectúan exposiciones tanto de afamados artistas como muestras colectivas de artistas jóvenes, por ejemplo de agosto a septiembre de 1997 se llevó a cabo el Primer Salón de Arte Sacro Joven, de características únicas en el país y que alcanzó gran relevancia.

### Visitas guiadas

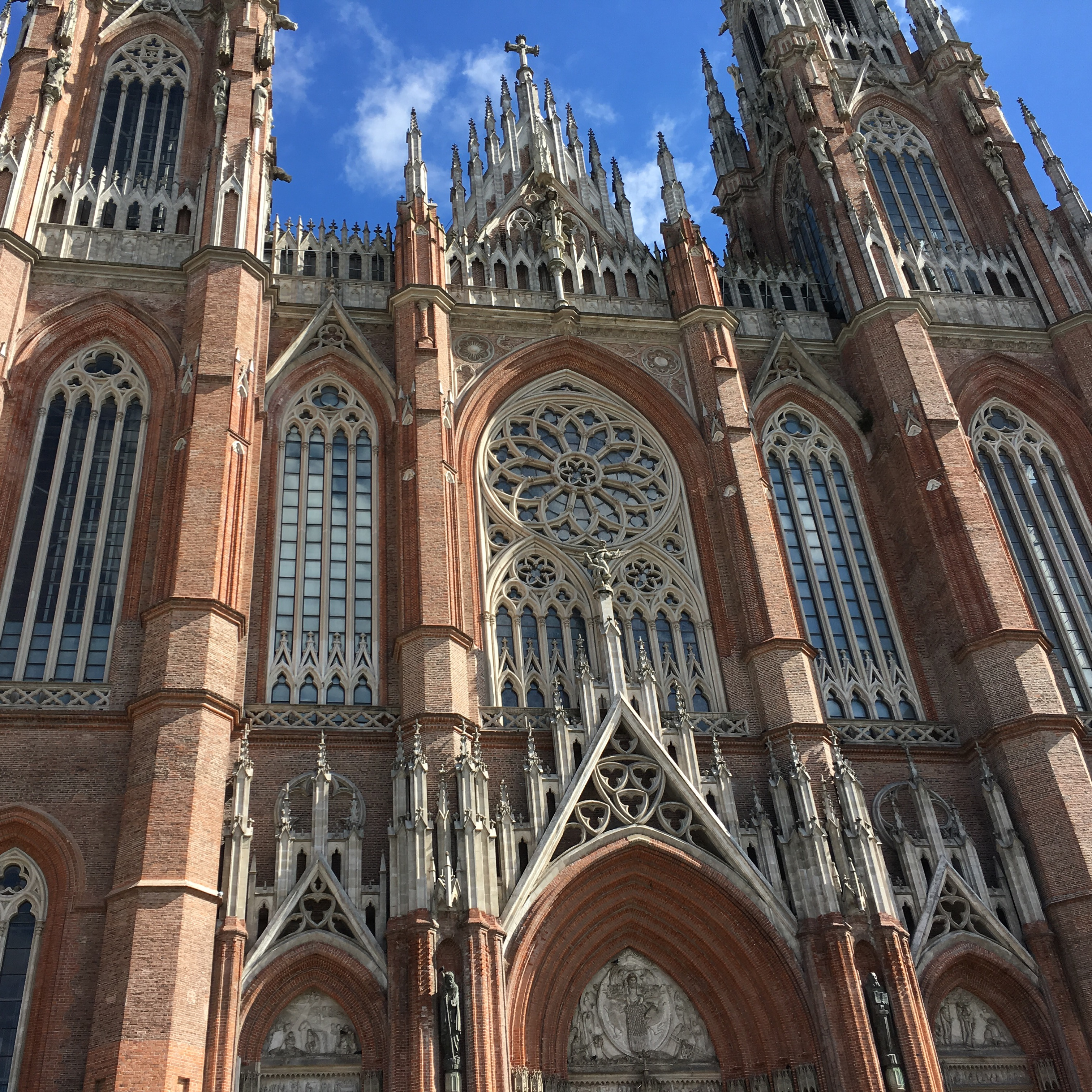
La catedral de La Plata guarda enigmas en su fachada que solo podían ser resueltos por aquellos a quienes eran remitidos.

Se ofrecen al público visitas guiadas a través de su servicio educativo, al templo y al mismo museo. Estas visitas se organizan para los concurrentes y grupos de estudiantes. En cada caso, la visita se adapta al nivel e interés del grupo. Las guías informan acerca de la historia del edificio, el momento histórico de su fundación, su relación con la ciudad, etc.
Horarios de visitas guiadas
Las visitas guiadas grupales se realizan de martes a viernes en los horarios de: 10.30, 14.30 y 16.00. Deben solicitarse previa reserva telefónica. Así, les informarán cuáles son los horarios disponibles en la semana. Los grupos deben estar constituidos por al menos 10 personas.

## El ascensor
Dentro del Museo funciona un ascensor el cual permite acceder a una vista panorámica de la ciudad y observar detalles del edificio más de cerca. Es un recorrido al que se accede con un guía. Se puede realizar el ascenso de martes a domingos a partir de las 10.30 de la mañana. Cada 30 o 45 minutos. Los horarios no son fijos y se reservan con la misma entrada (el próximo disponible que haya en ese momento). Generalmente de martes a viernes se hacen paradas en los dos niveles, y los fines de semana, hasta los 63 metros. Esto, por una cuestión de agilizar el turismo de fin de semana que es masivo. Se recomienda a todos los visitantes concurrir temprano sobre todo los sábados, domingos y feriados, para poder tener acceso, ya que a determinada hora los cupos de los ascensos, que tienen una capacidad de carga se llenan.
|  |
|  |

|  |
|  |